# Атмосферометр
«Атмосферометр» — научный прибор, используемый для измерения скорости испарения воды с влажной поверхности в атмосферу. Атмосферометры в основном используются фермерами и садоводами для измерения уровня испарения  сельскохозяйственных культур на любом участке поля.

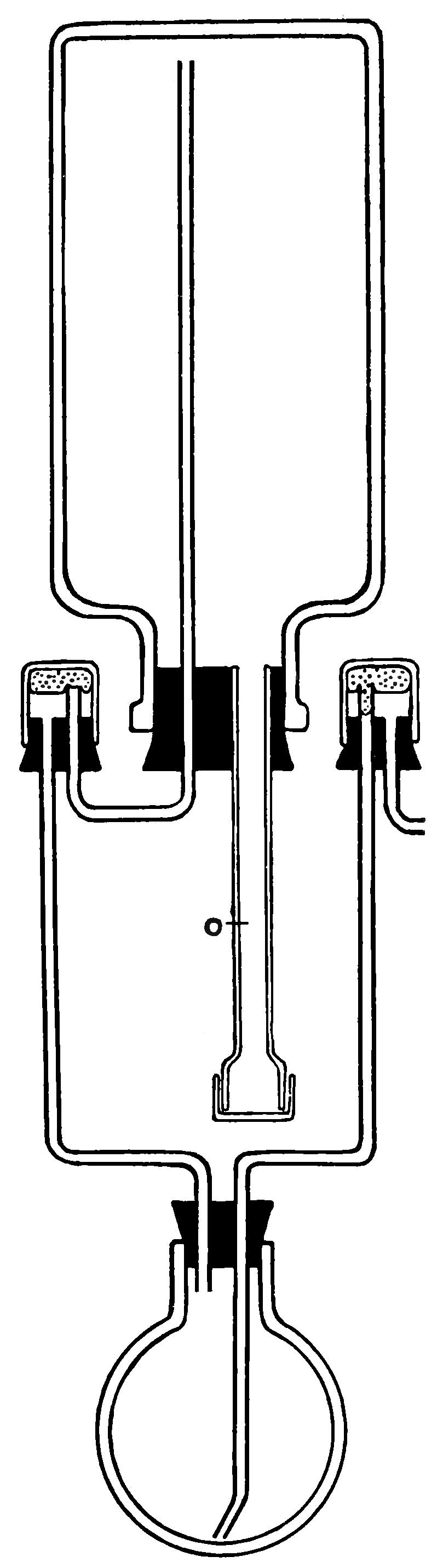
Атмосферометр PSM V84 D425

## Использование
Атмосферометр состоит из пористой керамической пластины, соединенной с резервуаром для воды стеклянной или пластиковой трубкой. Устройство имеет высоту около 1,5-2 футов (0,46–0,61 м) и диаметр 3-4 дюйма (76-102 мм). Вода забирается из резервуара для воды через трубку для смачивания пластины. По мере испарения воды на пластине из резервуара забирается больше воды для повторного смачивания пластины. Поверх пластины надевается брезентовый чехол, чтобы предотвратить попадание чего-либо внутрь. Брезентовый чехол важен, потому что он имитирует количество солнечной радиации, поглощаемой растением при определенных погодных условиях, и контролирует скорость испарения. Различные типы брезентовых чехлов имитируют разную скорость испарения, которой будут подвергаться различные поверхности растений. Например, для люцерны уровни ET рассчитываются с использованием зеленого брезентового покрытия № 54, в то время как для травы уровни ET оцениваются с использованием зеленого брезентового покрытия № 30.

## Недостатки
- Устройство может быть повреждено из-за погодных условий
- Постоянная потребность в пополнении запасов воды
- Показания датчика необходимо считывать вручную (только на модели с ручным управлением)[2]